# Internetfenomen
Internetfenomen, i vardagligt tal mem (uttal: meːm) eller meme (engelskt uttal: [miːm]), är fenomenet hur något från början okänt, exempelvis olika typer av kortfilmer eller bilder, sprids via Internet och uppnår stor popularitet och igenkänning på kort tid bara genom just detta medium. Fenomenet förknippas främst med tiden från andra hälften av 1990-talet och framåt, då hemdatorer och Internet blivit en del av vardagen. Internetfenomen kopieras ofta av andra som gör sin egen version vilket blir en del av fenomenet. Som exempel på uppmärksammade internetfenomen kan nämnas filmen All your base are belong to us och skämtformatet Chuck Norris Facts. Många internetmemer som är i stillbilds- eller GIF-format använder teckensnittet Impact i vitt och Caps lock, med en rubrik högt upp och en långt ned, vilket leder till ett resultat som bilden till höger. De är oftast på engelska.
Termen mem (engelska: meme) myntades av Richard Dawkins som kulturarvets minsta enhet, en hypotetisk analogi med genen inom genetiken.

## Olika internetmemer

Traditionellt framställd internetmem i stillbildsform.

Nedan presenteras en ofullständig lista över sociala och kulturella fenomen som är specifika för internet, till exempel populära teman, "catch phrases", bilder, virala videor och skämt. När sådana modenycker och förnimmelser som uppstår på Internet, tenderar de att växa snabbt och bli mer omfattande, eftersom omedelbar kommunikation underlättar spridningen från mun till mun.

### Reklam och produkter

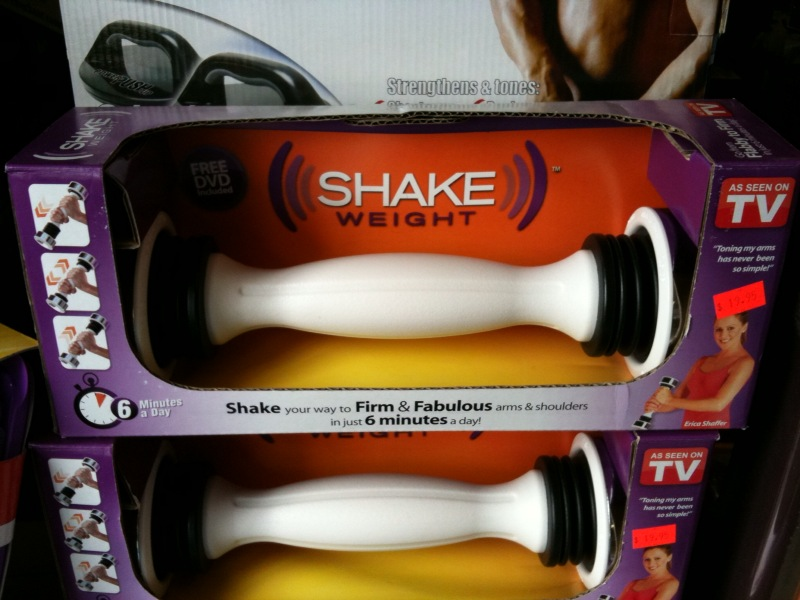
Träningsverktyget The Shake Weight blev berömt på internet efter att den modifierade hanteln demonstrerades i en serie reklamfilmer och ansågs likna onani.

- Beanie Babies – Beanie Babies sägs vara världens första internetsensation, från 1995.[2]
- Little Darth Vader – en reklamfilm gjord för Volkswagen med den unga Max Page klädd i en Darth Vader-kostym som springer omkring i sitt hus och försöker använda "Kraften". Den publicerades på internet ett par dagar innan Super Bowl XLV 2011, och blev snabbt populär.[3] Det blev så småningom den mest delade reklamfilmen någonsin.[4]
- The Man Your Man Could Smell Like – En TV-reklam med Isaiah Mustafa som med bar överkropp återger en snabb monolog i deadpan-stil om hur "allt är möjligt" om män använder Old Spice. Det ledde senare till populär viral marknadsföringskampanj där Mustafa svarade på olika kommentarer i korta videos på Old Spice YouTube-kanal.[5]
- Shake Weight – TV-reklam med en modifierad hantel som blev viral efter att produktens användning verkade sexuellt suggestiv.[6]

### Animation och serier
- Animutations – Tidiga Flash-baserade animationer, som populariserades av Neil Cicierega 2001, ofta med sånger på andra språk (framför allt japanska, såsom "Yatta"), tillsammans med slumpmässiga populärkulturella bilder. Animutations sägs ha inspirerat fler att använda programvaran Flash för att göra billiga animationer som under en period var populära på Internet.[7][8]
- Den dansande babyn – En 3D-renderad dansande baby som först dök upp 1996 av skaparna av verktygsserien Character Studio för programvaran 3D Studio MAX, och blev något av en populärkulturell ikon under det sena 1990-talet, bland annat på grund av att den inkluderades i reklamfilmer som visades världen över och den populära TV-serien Ally McBeal.[9]
- Joe Cartoon – Skaparen till de interaktiva Flash-animationerna Frog in a Blender[10] och Gerbil in a Microwave,[11][12] som var två av de första Flash-serierna som blev berömda på Internet.[13]
- My Little Pony: Friendship Is Magic – Hasbros tecknade serie från 2010 för att göra reklam för dess leksaker upptäcktes av medlemmar på 4chan och fick sedan en stor följarskara som framför allt bestod av vuxna män som kallade sig "bronies" och skapade massor av memer och mashups baserade på snuttar ur serien.[14][15]
- Nyan Cat – En YouTube-video som föreställer en animerad flygande katt, till tonerna av sången "Nyanyanyanyanyanyanya!".[16]
- Polandball – Ett användarskapat Internetmem som började på the /int/-tråden på det tyska bildforumet Krautchan.net i slutet av 2009. Memet består av ett stort antal nätbaserade tecknade serierutor där länder representeras av sfäriska rollfigurer som kommunicerar på bruten engelska och driver med nationalitetsstereotyper och internationella relationer, såväl som historiska konflikter.[17]
- Rage comics – Ett stort antal bilder som bygger på figurer som är ritade i förväg, inklusive skissartade streckfigurer, clipart, och andra konstverk, ofta framställda via särskilda webbplatser som gör det möjligt för vem som helst att sätta samman en serie och publicera på olika webbplatser och -forum; New York Times menar att tusentals sådana skapas varje dag.[18] Ofta skapas dessa som svar på verkliga händelser som har förargat skaparen, därav namnet "rage comics" (ilske-serier), men bilder som sammanställs för andra syften finns också. Vissa sorters rage comics är kända under specifika namn, såsom "trollface" (en man som ler brett), "forever alone" (en man som gråter), eller "rage guy" (en man som ropar "FUUUUU...").
- xkcd – En webbserie skapad av Randall Munroe, som rönt stor popularitet på internet tack vare dess matematik-, vetenskap- och geek-relaterad humor,[19] där särskilda skämt speglas i verkligheten, såsom åhörare som använder Wikipedias "[källa behövs]"-märke på riktiga skyltar.[20][21]

### Utmaningar

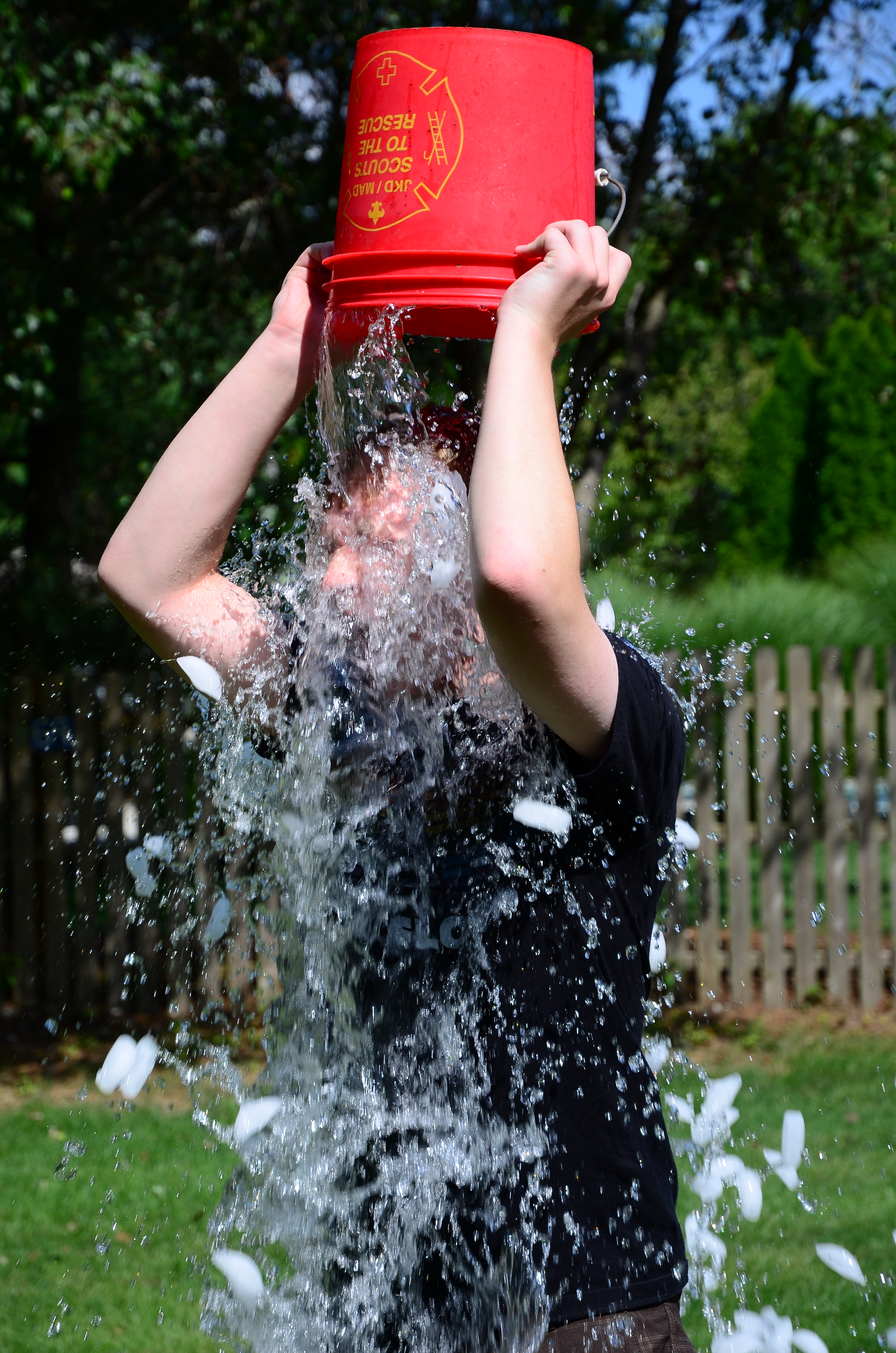
En person som tar Ice Bucket Challenge till förmån för ALS.

De här utgår ofta från internetanvändare som spelar in sig själva medan de genomför en utmaning och sedan publicerar dem på sociala media, för att inspirera eller utmana andra att begå samma handling.
- No Nut November - En utmaning som handlar om abstinens, där deltagarna avstår från onani och orgasmer under november månad. Det uppstod i början av 2010-talet och växte i popularitet på sociala medier under och efter 2017.

- Kanelutmaningen – En viral utmaning kring mat. Målet med utmaningen är att filma sig själv när man sväljer en matsked mald kanel på mindre än en minut utan att dricka något, och därefter ladda upp filmen till internet.[22][23][24] Utmaningen är svår och medför betydande hälsorisker eftersom kanel bildar ett lager och torkar ur munnen och halsen, vilket orsakar hostningar, kvävningar, kräkningar och inandning av kanel, vilket leder till irritation av halsen, andningssvårigheter och risk för lunginflammation eller lungkollaps.[25]
- Ice Bucket Challenge – En välgörenhetskampanj för ALS där en person namnger tre andra personer via sociala media och utmanar dem att antingen skänka 100 dollar till ALS Association, eller att tömma en hink med iskallt vatten över sig själva och göra en mindre donation, medan personen gör samma sak. När utmaningen spreds, blev flera kändisar och personer med många följare på sociala medier utmanade, varpå utmaningen och kampanjen spreds.[26]

### Dans

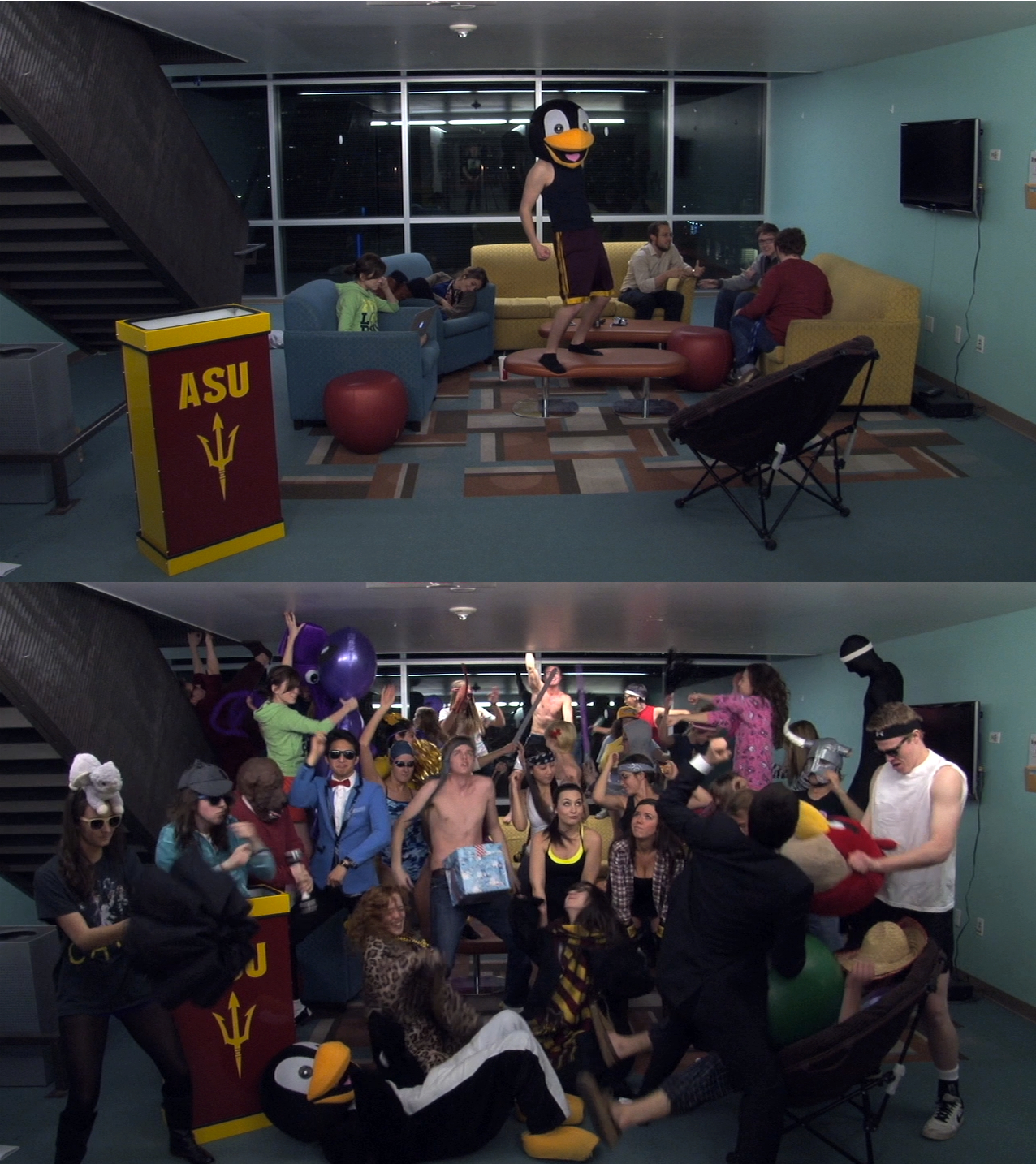
Före och efter ett drop i en Harlem Shake-video.

- Dab – En dansrörelse där en person sänker sitt huvud mot en böjd arm, medan den andra armen pekar rakt ut.
- Harlem Shake – En video baserad på Harlem shake dance, som skapades av YouTubern Filthy Frank och som använder en electronisk version av sången Harlem Shake av Baauer. I sådana videor dansar eller beter sig en person märkligt medan resterande medverkande agerar som vanligt. Efter sångens drop och ett klipp i filmen, börjar alla dansa eller bete sig märkligt. "Harlem Shake"-videor laddas fortfarande upp regelbundet. [27][28]
- "Thriller" – En version av Michael Jacksons hitlåt av de dansande internerna vid Cebu Provincial Detention and Rehabilitation Center (CPDRC) i Filippinerna.[29] Fram till 2010 var det en av de tio mest sedda videorna på YouTube med över 20 miljon visningar.[30][31]
- Whip – en dansrörelse där en person sträcker ut ena armen framför sig med knuten näve och vänder på vrider på handleden 180 grader, och sedan tillbaka. Blev en populär rörelse efter en musikvideo av SilentóVEVO släppt på YouTube, som i juli 2018 hade en och en halv miljard visningar.

### E-post
- Craig Shergold – En brittisk tidigare cancerpatient som är mest känd för att ha fått ungefär 350 miljoner gratulationskort, vilket gav honom en plats i Guinness Rekordbok under 1991 och 1992. Variationer på uppmaningen att skicka gratulationskort till Shergold distribueras fortfarande, vilket gör det till en av internets långvariga vandringssägner.[32]
- Vandringssägnen om fyren och fartyget – En rapporterat sann skildring av en alltmer irriterad radiokonversation mellan ett fartyg ur den amerikanska flottan och en kanadensare som insisterar på att fartyget ska svänga för att undvika att de krockar, något som slutar i en ironisk poäng. Denna vandringssägen dök först upp på internet i den form den vanligtvis citeras år 1995, även om versioner av berättelsen finns från flera decennier tidigare.[33] Berättelsen fortsätter att vandra, och Military Officers Association of America rapporterade 2011 att de får den tillskickade sig i genomsnitt var tredje dag.[34] Amerikanska flottan har en särskild sida för att förklara att många av de fartyg som nämns inte var i tjänst vid den angivna tiden.[35]

### Film och TV
- The Blair Witch Project (1999) – Filmens producenter använde internetmarknadsföring för att skapa intrycket att filmen bestod av dokumentärt material, snarare än spelfilmsmaterial.[36]
- Undergången (2004) – En film om Adolf Hitlers (som spelas av den schweiziske skådespelaren Bruno Ganz) sista dagar. Scenen där Hitler skäller ut sina underordnade har parodierats otaliga gånger på internet. Även om originalets tyska ljudspår behållits har undertexterna tagits bort och ersatts av fingerade undertexter som får det att se ut som att Hitler skriker om moderna, och ofta triviala saker, och ibland bryter den fjärde väggen. Filmklippen tas ofta bort av upphovsrättsliga skäl, men filmens regissör, Oliver Hirschbiegel, har gått ut med att han gillar dem och att han har sett ungefär 145 av dem.[37][38]
- Omklippt trailer – Användargjorda trailers för etablerade filmer, som använder enskilda scener, berättarröst, och musik för att ge intrycket att originalfilmens verkliga genre eller poäng är en annan, eller att skapa en ny film. Några exempel är att göra om thriller-dramat The Shining så att det verkar vara en romantisk komedi, eller att använda klipp ur respektive film för att skapa Robocop vs. Terminator.[39][40][41]

### Spel
- "All your base are belong to us" – Dåligt översatt engelska från den inledande cutscene-bilden på den europeiska versionen av Mega Drive-arkadspelet Zero Wing (1989), som senare har blivit en catchphrase, och inspirerat videor och andra verk.[42]
- "I Took An Arrow in the Knee" – Vakter i spelet The Elder Scrolls V: Skyrim upprepar repliken: "Jag brukade vara en äventyrare som du, men sedan fick jag en pil i knäet." (I used to be an adventurer like you, then I took an arrow in the knee). Den senare delen av repliken blev berömd och en snowclone av typen "Jag brukade X, men sedan fick jag en pil i knäet." med otaliga parodier etc.[43][44][45]
- Let's Play – Videos som skapas av videospelare som kommenterar och ofta reagerar på ett komiskt sätt medan de spelar. Dessa videor har skapat ett antal internetkändisar som har tjänat mycket pengar via reklamintäkter, såsom PewDiePie som har tjänat flera miljoner dollar.[46][47]
- Six degrees of Kevin Bacon – En kuriosalek baserad på att länka vilken skådespelare som helst till Kevin Bacon genom att ha medverkat i samma film, TV-serier och andra produktioner, med hypotesen att inga skådespelare är mer än sex kopplingar bort från Bacon, i stil med teorin om six degrees of separation eller Erdőstal inom matematik. Leken skapades 1994, just som internet började öka, och fick större popularitet i och med databaser som IMDb. Den har senare blivit ett brädspel och bidragit till forskningen om nätverk.[48][49][50]

### Bilder

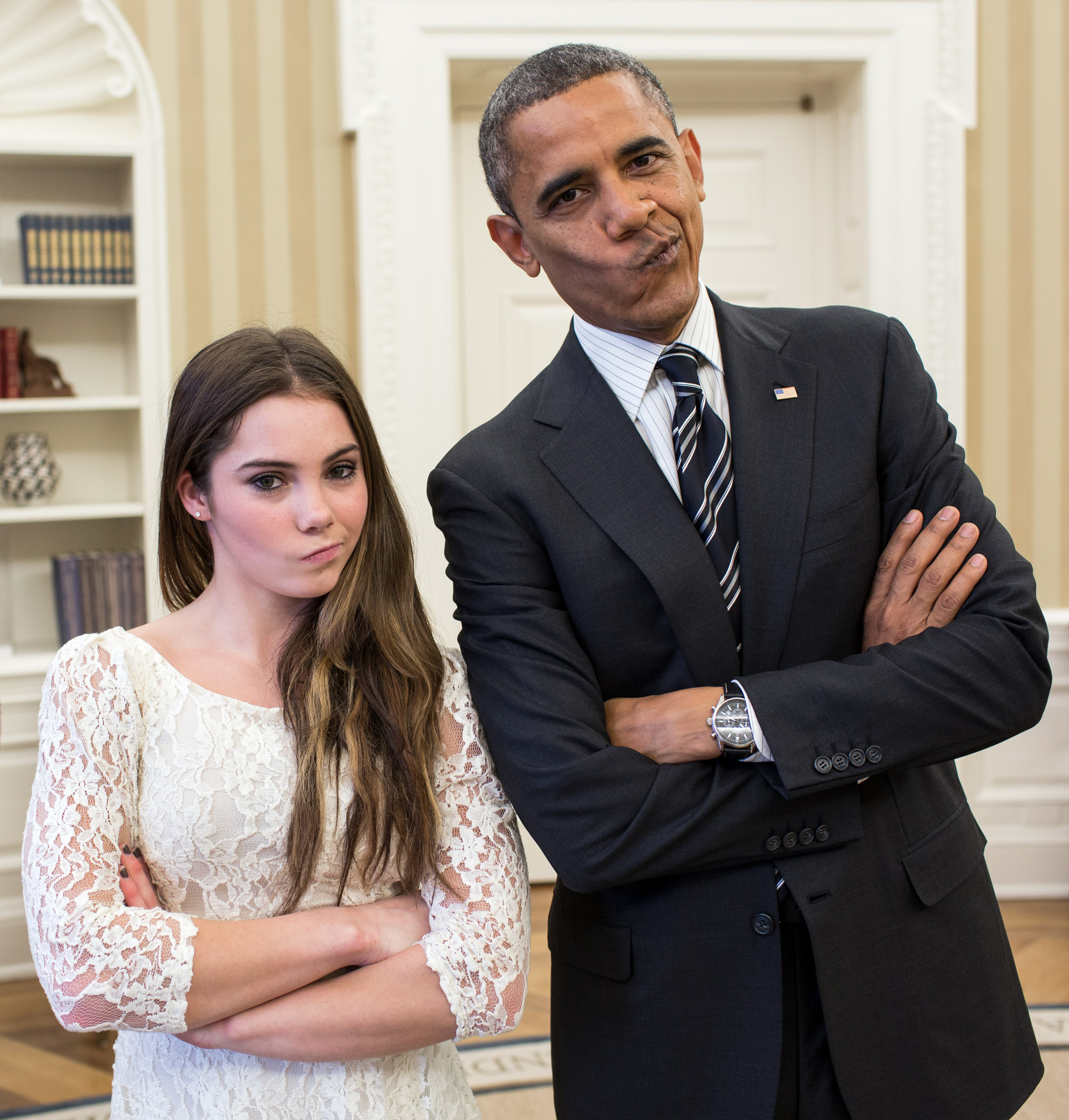
USA:s president Barack Obama härmar på skoj "McKayla är inte imponerad"-minen i Ovala rummet, november 2012.

- Dogshaming – Att skämma ut hundar genom bilder, som ursprungligen publicerades på Tumblr, där hunden fotograferats med en skylt eller lapp som beskriver det senaste hyss de begått.[51]
- Doge – Bilder på hundar, särskilt på rasen Shiba Inu, med en enkel kommentar med dålig grammatik, ofta med typsnittet Comic Sans MS även om det senare också använts om andra typer av bilder som använts som kommentar.[52] Memen har också bildat grunden till Dogecoin.[53][54]
- Klänningen – En bild av en klänning som lades upp på Tumblr som, beroende på hur fotografiet togs, skapade en synvilla där klänningen antingen verkade vara vit och guld eller blå och svart. Inom två dygn hade inlägget fått över 400 000 svar och återfanns senare på många andra webbplatser.[55][56]
- Ecce Homo / Ecce Mono / Potatisjesus – Ett försök som en lokal kvinna gjorde i augusti 2012 för att försöka restaurera Elías García Martínez åldrade fresco av Jesus i Borja, Spanien ledde till en förstörd, amatörmässig, apliknande bild, och därefter till flera liknande bilder som mem.[57][58]
- Grumpy Cat – En katt vid namn Tardar Sauce som ser ut att ha en permanent rynka i pannan, enligt ägaren på grund av en ärftlig sjukdom. Bilder på katten cirkulerade på internet, vilket gjorde att den vann 2013 års Webby för Årets Mem, och hennes popularitet har lett till att hon har medverkat i en långfilm.[59]
- Keep Calm and Carry On – En fras eller snowclone som ursprungligen användes som en motivationsposter som tillverkades av den brittiska regeringen 1939 för att stärka medborgarnas sinnesstämning. Den återupptäcktes 2000, blev mer och mer spridd under den stora recessionen 2009, och förekommer i många variationer och parodier.[60][61]
- Lolcat – En samling komiska bilder med katter och felstavade meningar, såsom "I Can Has Cheezburger?".[62] De tidigaste versionerna av LOLcats uppträdde på 4chan, ofta på lördagar, som kallades "Caturday".[63]
- McKayla är inte imponerad – Ett Tumblr-inlägg som blev viralt med en bild på den amerikanska gymnasten McKayla Maroney, som vann silver i hopp vid 2012 års sommar-OS, på prispallen med en besviken min, tillsammans med manipulerade versioner där Maroney placerats på olika "imponerade" platser, till exempel på Kinesiska muren eller bredvid Usain Bolt.[64][65][66]
- Overly Attached Girlfriend – En mem som är spritt över internet är känd som "Overly Attached Girlfriend". Denna mem är en bild på Laina Morris med lutat huvud som ser mot kameran. Det används oftast som ett humoristiskt försök att framställa en relation där den ena partnern är överattraherad till den andre.[67]
- Moon Moon – En annan mem, som har rötter i ett namnquiz för vargar från Tumblr, är Moon Moon. En av användarna som tog testet fick namnet Moon Moon, och lade ut ett blogginlägg där han skrev om att han fick känslan att vargen skulle vara den varg som var mest utanför i flocken. Därefter blev denna vitt spridd över internet, vilket ledde till skapandet av ett nytt internetfenomen. I sin memform är fenomenet en stillbild som ofta använder sig av en dialog i två delar; en övre och undre rubrik. Bakgrundsbilden är ofta en varg som uppför sig annorlunda än alla andra vargar. Den övre rubriken är den dialog som kommer från Moon Moons sida och den undre den som tillhör en normal varg. Vanligast för den nedre är texten "Damn it, Moon Moon!.[68]
- Lenny Face – Ett Lenny Face är en emoticon som blev välkänd den 18 november 2012 efter att den hade skickats i ett finskt chatforum för bilder och sedan snabbt spridit sig till 4chan under samma dag. Den skrivs ( ͡° ͜ʖ ͡°), och är flitigt använd inom internetkultur och ett av de mest kända internetfenomenen. Den används ofta för att visa ironi. Detta fenomen är även känt som "deg deg" efter att en Tumblr-användare lade ut ett inlägg om hur hans dators uttal av ( ͡° ͜ʖ ͡°) var Deg Deg.[69]

### Politik
- Pepe the Frog – En bild på en tecknad groda som sedan 2008 kommit att bli populär. Runt 2016 anammade den högerextrema rörelsen Alt-right Pepe the Frog som en symbol för dem och den har sedan dess ofta använts i rasistiska sammanhang. Pepe the Frog användes även flitigt av Donald Trump-anhängare under valrörelsen 2016.[70][71]

### Andra fenomen

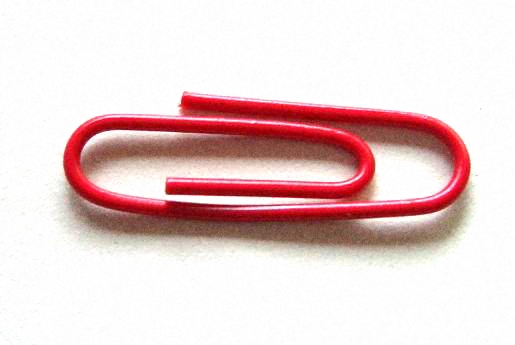
Gemet som Kyle MacDonald bytte till ett hus efter 14 byten.

- Katter på internet – Bilder på katter är mycket populära på internet.
- Chuck Norris Facts – Satiriska faktoider om kampsportutövaren och skådespelaren Chuck Norris som blev populärkultur efter att ha spridits via internet.[72]
- Creepypasta – Vandringssägner eller skräckberättelser som cirkulerar på nätet, ofta kring specifika videor, bilder eller spel.[73] Termen "creepypasta" är en förvanskad version av "copypasta": en kort text som är färdig att kopierad och inklistrad i ett textfält, från "copy/paste", och i dess ursprungsform syftade det på en förmodat allvarlig text på en blogg eller i ett forum som upplevts som oönskad eller på annat sätt löjlig och sedan spreds till andra webbplatser som ett sätt att trolla.
- Netflix and chill – En engelsk fras som använder en inbjudan att titta på Netflix tillsammans som en eufemism för sex, antingen mellan partners eller som ett tillfälligt förhållande. Frasen har fått spridning via internet.[74][75]
- Ett rött gem – Berättelsen om hur en kanadensisk bloggare från med ett gem efter ett års tid hade bytt till sig ett hus.[76]

## Estetik

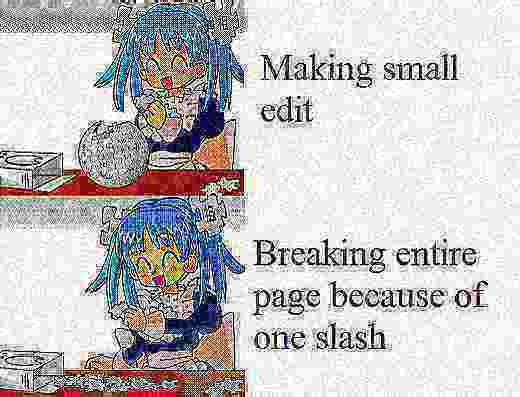
En "dank" wikipediameme

Det finns en viss tendens gentemot att memer har blivit allt mer "dank", detta innebär att de får allt större inslag av visuell förvridning, och allt mer förvanskas av sin ursprungliga bildkvalité. Ju mer förvanskad bilden är, ju mer "dank" är den alltså. Dessa memer kallas i folkmun "danka memer". Termen dank, som kommer från engelskan, översätts dock ibland. Då talar man om "fuktiga memer", huruvida detta beror på att memerna kan se något fuktiga ut, och likna förstört papper, (likt bilden), är dock i nuläget oklart.
Förvanskningen som gör memer "dank" kommer ursprungligen från det visuella och datatekniska fenomen som har att göra med hur digitala bildfiler komprimeras när de upprepade gånger laddas ned, delas och redigeras om - vilket i längden sänken kvalitén på bilden. Detta har gett upphov till en estetisk trend bland memer, känd som "deep-fried", eller "friterade" memer. Detta innebär att man medvetet förvanskar kvalitén på bilder och videos, och ibland gör dem oläsbara, av rent estetiska skäl.  Ursprunget till begreppet "deep fried" i meme-sammanhang är okänt, men ett av de första kända fallen där det förekommer är på plattformen Tumblr, i en post från 2015.